# Hoogste Raad van Defensie

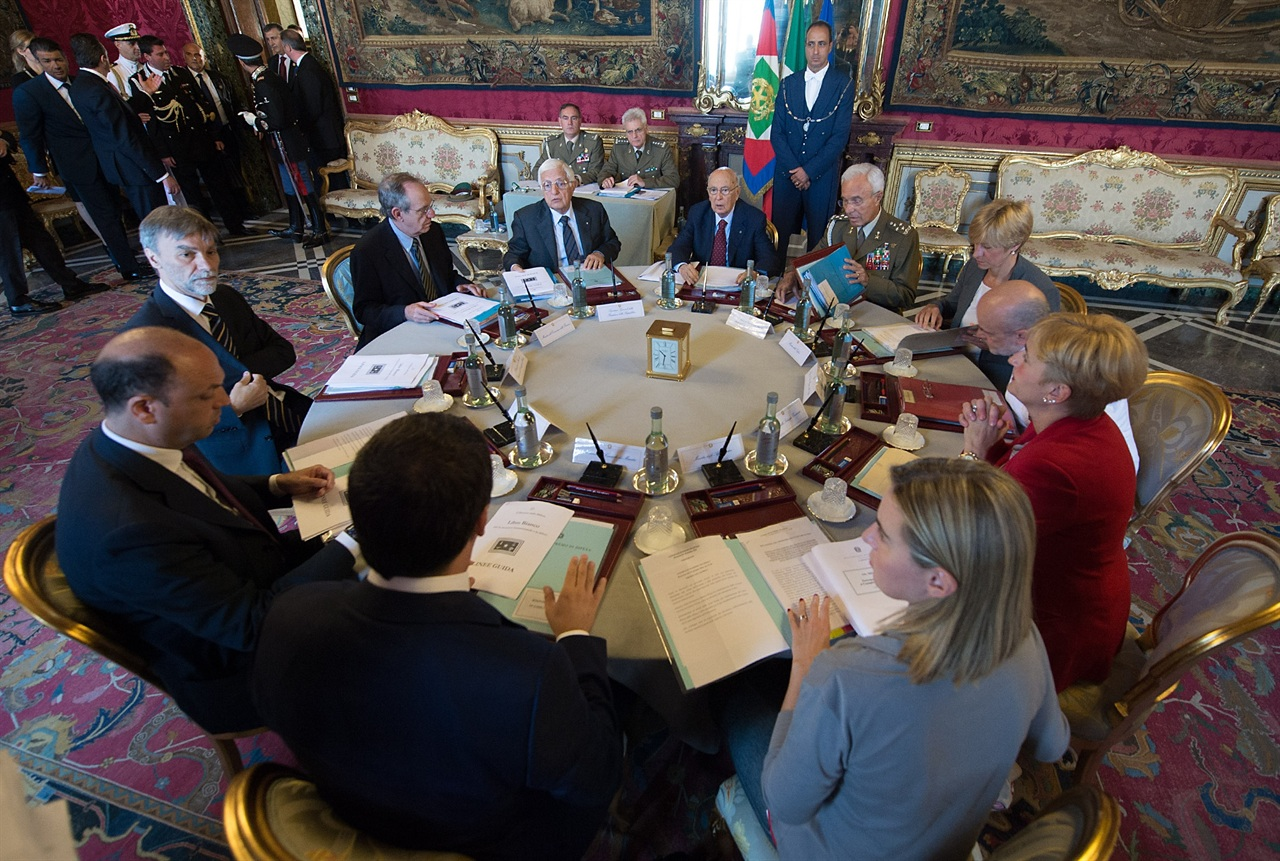
Hoogste Raad van Defensie (2014)

De Hoogste Raad van Defensie (Italiaans: Consiglio Supremo di Difesa) is een constitutioneel orgaan dat verantwoordelijk is voor het onderzoek naar en de behandeling van politieke en technische kwesties met betrekking tot de veiligheid en defensie van Italië. De Raad wordt voorgezeten door de president en bestaat verder uit de ministers voor buitenlandse en binnenlandse zaken, economie en financiën, defensie, economische ontwikkeling en het hoofd van Defensie (art. 2). Onder bepaalde omstandigheden kunnen ook andere ministeries, onderzoekers of experts gevraagd worden om deel te nemen aan de vergadering (art. 3). 
De president heeft als taak de Raad minstens twee keer per jaar bijeen te roepen en de vergaderingen te leiden. Hij kan op eigen initiatief de Raad bijeenroepen of op verzoek van een van de ministers (art. 7). De voorzitter van de ministerraad, ook wel "premier" genoemd, fungeert in dit orgaan als vicevoorzitter (art. 2).